# Ibrahim Rugova
Ibrahim Rugova (Cerrcë, RF de Yugoslavia 2 de diciembre de 1944-Priština, Serbia 21 de enero de 2006) fue un político kosovar, presidente de esa región independiente de facto hasta su muerte y líder del mayor partido político del territorio, la Liga Democrática de Kosovo.

## Biografía
Licenciado en Literatura por la Universidad de Priština, se dedicó a la literatura en lengua albanesa y fue elegido presidente de la Asociación de Escritores de Kosovo en 1988. Rugova pasaría al activismo político, siendo uno de los fundadores de la Liga Democrática de Kosovo, después de que el presidente de Serbia, Slobodan Milošević, aboliera la autonomía de esa región integrada en Serbia pero de mayoría étnica albanesa, en 1989.

### Presidente de Kosovo
El 2 de julio de 1990, fue declarada la independencia de la República de Kosovo, independencia no reconocida por Serbia ni por la comunidad internacional. Rugova participó en el gobierno de la República de Kosovo, siendo elegido presidente el 24 de mayo de 1992. Rugova se convertía así en el principal defensor de los intereses de la comunidad albanesa en Kosovo durante el largo conflicto con Serbia.
En 1998, Ibrahim Rugova recibió el Premio Sajárov por su defensa de la libertad de expresión.
Durante la Guerra de Kosovo en 1999, fue secuestrado junto a su familia en su domicilio en Priština. Unos días después, aparecía en la televisión serbia entrevistándose con Milošević, gesto al que habría sido obligado por el régimen serbio, según la interpretación más habitual.
La intervención de la OTAN en la Guerra de Kosovo llevó a la independencia temporal de Kosovo, territorio desde entonces separado de Serbia, a la espera de una resolución de su estatus definitivo. Rugova fue elegido Presidente de Kosovo el 4 de marzo de 2002.
El 15 de marzo de 2005, Rugova escapó ileso a un ataque terrorista cuando una bomba en un cubo de basura explotó junto al vehículo en el que viajaba.

### Enfermedad
Tras recibir tratamiento médico en hospitales militares estadounidenses en Kosovo y Alemania, el 5 de septiembre de 2005, Rugova anunció que padecía cáncer de pulmón, circunstancia que no lo apartó de la presidencia.

#### Fallecimiento
El 21 de enero de 2006, Rugova falleció en Priština de cáncer.